# Mentiras sinceras
Mentiras sinceras es el nombre del quinto álbum de estudio del cantautor español Álex Ubago, Fue lanzado al mercado por WEA Latina el 4 de diciembre de 2012.
Fue grabado en Milán, Italia en el estudio de Claudio Guidetti entre julio y agosto de 2012. El álbum cuenta con la colaboración de Lele Melotti y Paolo Costa, con quienes trabajó en su segundo material discográfico Fantasía o realidad bajo la producción de Jesús N. Gómez.
Inició la promoción de este disco con el lanzamiento de un EP conformado por las canciones «Ella vive en mí», «Mentiras sinceras» y «Estar contigo», esta último es una versión en solitario que originalmente se editó cuando formaba parte de la agrupación Alex, Jorge y Lena dentro de la cual consiguió su primer Grammy Latino.
Mentiras Sinceras ha sido lanzado en formato físico en España y en formato digital para Latinoamérica y resto del mundo. El formato físico para Latinoamérica fue lanzado en marzo de 2013.

## Lista de canciones
| N.º | Título                                        | Escritor(es)                                  | Duración |  |
| 1.  | «Ella vive en mí»                             | Álex Ubago · Fernando Osorio                  | 3:26     |  |
| 2.  | «Dueños de este mundo»                        | Álex Ubago · Claudio Guidetti                 | 3:21     |  |
| 3.  | «Nunca dejé de creer (en tu amor)»            | Álex Ubago · Claudio Guidetti                 | 3:53     |  |
| 4.  | «Destinados»                                  | Álex Ubago                                    | 3:56     |  |
| 5.  | «No me dejes afuera»                          | Álex Ubago · Claudia Brant                    | 3:24     |  |
| 6.  | «Detrás de un cristal»                        | Álex Ubago · Claudio Carrizo                  | 3:41     |  |
| 7.  | «Amores de papel»                             | Álex Ubago · Jacobo Calderón                  | 3:38     |  |
| 8.  | «Mientras tú me quieras»                      | Álex Ubago · Claudio Guidetti                 | 4:06     |  |
| 9.  | «Puedes ser tú»                               | Álex Ubago · Jorge Villamizar                 | 3:52     |  |
| 10. | «Mentiras sinceras»                           | Álex Ubago · Claudia Brant · Juan Mari Montes | 3:14     |  |
| 11. | «Estar contigo»                               | Álex Ubago                                    | 3:52     |  |
| 12. | «Para aprenderte»                             | Álex Ubago · Claudia Brant                    | 4:24     |  |
| 13. | «Nada que dar» (Bonus Track sólo para iTunes) | Álex Ubago · Jesús Nicolás Gómez              | 3:52     |  |

| Bonus Tracks (Edición 2014) |                                              |                                            |          |  |
| N.º                         | Título                                       | Escritor(es)                               | Duración |  |
| 13.                         | «Somos familia»                              | Diego Estevanez · Cristian Sciacca (Thian) | 3:31     |  |
| 14.                         | «Dueños de este mundo» (con Efecto Mariposa) | Juan Carlos Pérez-Soto                     | 3:23     |  |

## Sencillos
- «Mientras tú me quieras»
- «Ella vive en mi»
- «Detrás de un cristal»
- «Somos familia» (La canción de la novela)